# NGC 4085
NGC 4085 is een balkspiraalstelsel in het sterrenbeeld Grote Beer. Het hemelobject werd op 12 april 1789 ontdekt door de Duits-Britse astronoom William Herschel.

## Synoniemen
- UGC 7075
- MCG 9-20-86
- ZWG 269.32
- IRAS 12028+5037
- PGC 38283